# Sara (Erzmutter)
Sara (hebräisch שָׂרָה, „Fürstin“) ist eine biblische Gestalt aus dem 1. Buch Mose (hebr. Bereschit, griech. Genesis). Als Frau des Patriarchen Abraham gilt sie als Erzmutter Israels (Jes 51,1–2 ), die den verheißenen Sohn Isaak zur Welt bringt.

## Erzählung im Tanach/Alten Testament
Die Erzählungen zu Sara finden sich in Gen 11,29 –23,19 . Ihr Name lautet zunächst Sarai (hebräisch שָׂרָי). Als Gott ein Jahr vor der Geburt Isaaks den Namen ihres Mannes Abram in Abraham ändert, wird ihr Name von Sarai in Sara geändert (Gen 17,15 ); beide Namensformen bedeuten „Fürstin“.
Die Haupterzählung um Sara und Abraham (Gen 17–18 ; 21,1–19 ) konzentriert sich auf das Thema der von Gott verheißenen Nachkommenschaft und des Bundes zwischen Gott und Abraham.
Sara ist die Halbschwester Abrahams (Gen 20,12 ). Sie können zunächst keine Kinder bekommen. Daher gibt Sara Abraham ihre eigene Sklavin Hagar zur Frau, damit er mit ihr – stellvertretend für Sara – Kinder zeuge. Nachdem Hagar schwanger ist, schätzt sie ihre Herrin gering und wird deshalb von ihr unterdrückt. Hagar entzieht sich dem Konflikt durch Flucht in die Wüste. Auf Anweisung Gottes kehrt Hagar zu Sara zurück und unterwirft sich ihr, nachdem Gott ihr reiche Nachkommenschaft verheißen hat. Hagar gebar einen Sohn, den Abraham, Gottes Anweisung gemäß, Ismael nannte. (Gen 16,5–16 ).
Nach 13 Jahren sagt Gott Abraham und Sara auch einen gemeinsamen Sohn zu (Gen 17,17–19 ), obwohl Sara zu diesem Zeitpunkt bereits 90 Jahre alt ist. Kurz darauf offenbart Gott die Zusage noch einmal während einer Begegnung Abrahams mit drei Männern, die von Abraham bewirtet werden. Sara, die das Gespräch der Männer heimlich belauscht, lacht über die Prophezeiung, da es ihr angesichts ihres Alters „nicht mehr nach Frauenart ergeht“ (Gen 18,11 ). Die Geburt wird also als biologisch unmöglich dargestellt. Über dieses Lachen entwickelt sich ein direktes Gespräch zwischen den Gästen, Abraham und Sara. Der biblische Text wechselt dabei in der Identität der drei Männer und lässt unvermittelt Gott selbst reden, der die Geburtszusage gegenüber Sara noch einmal wiederholt. Sara fürchtet sich daraufhin und bestreitet, gelacht zu haben.
Tatsächlich gebiert Sara im Alter von über 90 Jahren dann einen Sohn, der Isaak genannt wird. Dieser Name יִצְחָ֥ק (vom hebräischen Wortstamm lachen) wird in Gen 21,6  erklärt mit den Worten:

„Und Sara sagte: Gott hat mir ein Lachen bereitet; jeder, der es hört, wird mir zulachen.“

Sara stirbt nach biblischem Bericht im Alter von 127 Jahren und wird im Land Kanaan bei Hebron in der Höhle Machpela (Gen 23,19 ) von ihrem Mann Abraham bestattet, wo er sich später auch selbst beerdigen lässt.

## Interpretation
Nach dem Babylonischen Talmud (Meg 14a) ist Sara eine der sieben Prophetinnen, die die jüdische Tradition kennt. Nach Raschi ist sie identisch mit Jiska, der Tochter Harans. Damit wäre sie auch gleichzeitig Abrahams Nichte. Dem König von Gerar, Abimelech, sagt Abraham, dass Sara seine Halbschwester sei (Gen 20,12 ). Später (Lev 18,9 ) wurden solche Verbindungen ausdrücklich verboten.
Im Neuen Testament verweist Simon Petrus auf das Vorbild Saras, als er die christlichen Frauen aufruft, ihren Männern zu gehorchen (1. Petrus 3,1-6 ). Dabei lässt er offen, welchen Gehorsamsakt Saras er meint. In der theologischen Literatur sind in diesem Zusammenhang folgende Akte erwähnt worden:
- Abraham hat sie, damit sie mit diesem schläft, dem ägyptischen Pharao überlassen (1. Mose 12,15 EU)
- Abraham hat sie, damit sie mit diesem schläft, König Abimelech überlassen (1. Mose 20,2 EU)
- Abraham hat mit ihr, um Isaak zu zeugen, geschlafen, obwohl sie bereits alt und nicht mehr fruchtbar war (1. Mose 18,12 EU)

## Gedenktage
- evangelisch: 20. Januar im Kalender der Lutherischen Kirche – Missouri-Synode
- römisch-katholisch: 9. Oktober (gilt hier nicht als Heilige oder Selige)